# ESOMAR
ESOMAR是一個成立於1947年的面向市場、社會和意見研究人員的非營利性會員組織。ESOMAR這個名稱是其原名歐洲民意及市場研究協會（European Society for Opinion and Marketing Research）的縮寫。自1948年以來，ESOMAR就為其成員發布了道德及指導準則，1977年，發布了ICC/ESOMAR聯合規範。

## 歷史
ESOMAR成立於1947年，1948年發布了第一版會員行為準則，1976 年，國際商會（ICC）和ESOMAR一致認為最好有一個單一的國際規範，而不是兩個不同的規範，於是於1977年發布了ICC/ESOMAR聯合規範，此規範於在1986年、1994年和2007年進行了更新，當前版本為ICC/ESOMAR聯合規範的第四版，標題略有改動。

## 註解、參考資料
1. 1 2 3  ESOMAR本身聲稱日期是1947 年，另一種說法是1948年，即 ESOMAR指導代碼首次發布的年份。
2. ↑  . ESOMAR.   [2023-06-17]. （原始内容存档于2023-06-17） （英语）.
3. ↑  . Yahoo News. 2020-11-24  [2023-06-17]. （原始内容存档于2023-06-17） （中文（臺灣））.
4. ↑  . ESOMAR.   [2023-06-17]. （原始内容存档于2023-06-17） （英语）.
5. ↑  ICCLi. . ICC - International Chamber of Commerce. 2016-11-11  [2023-06-17]. （原始内容存档于2023-10-12） （美国英语）.

## 外部連結
- 官方网站